# Copa do Mundo de Esqui Alpino de 1979
A Copa do Mundo de Esqui Alpino de 1979 foi a 13º edição da Copa do Mundo, ela foi iniciada em dezembro de 1978 na Áustria e finalizada em março de 1979 no Japão.
O suíço Peter Lüscher venceu no masculino, enquanto no feminino a austríaca Annemarie Moser-Pröll .